# Anseropoda petaloides
Anseropoda petaloides is een zeester uit de familie Asterinidae.
De wetenschappelijke naam van de soort werd in 1914 gepubliceerd door Seitaro Goto.